# Oligomerus brevipilis
Oligomerus brevipilis är en skalbaggsart som beskrevs av Henry Clinton Fall 1905. Oligomerus brevipilis ingår i släktet Oligomerus och familjen trägnagare. Inga underarter finns listade i Catalogue of Life.